# Сни робота (оповідання)
«Сни ро́бота» (англ. Robot Dreams) — науково-фантастичне оповідання американського письменника Айзека Азімова. Вийшло друком 1986 року в збірці оповідань «Сни робота», для якої спеціально було написане.
У оповіданні йдеться про робота з модифікованим позитронним мозком, через що йому снилися сни.

## Сюжет
Роботопсихолога Сьюзен Келвін покликала дослідити незвичайну ситуацію молода працівниця «U.S. Robots and Mechanical Men, Inc.» Лінда Раш. Робот LVX-1 (Елвекс) має можливість переживати стан, який люди зовуть сном. Після спостережень та досліджень Келвін приходить до висновку, що Лінда дещо модифікувала Елвекса, через що він має змогу переживати стан, схожий на сон. Келвін зацікавило, що сниться Елвексу, він говорить, що бачить у сновидіннях працюючих роботів, які мріють про відпочинок, у його снах не існують перший та другий закони робототехніки, третій закон має обмежені властивості: «Робот мусить охороняти себе перед можливістю ліквідації».
Келвін розуміє, що Раш несвідомо перейшла на цілком новий напрям робототехніки, котра могла б нести потенційну небезпеку, якби була втілена у житті. Раш розуміє, що здійсюватиме дослідження в даній царині та не буде покарана за несанкціоновану модифікацію в мозку робота. Коли ж Елвекс повідомляє, що йому снилося, як він є людиною, яка намагається «визволити свій народ», Келвін із заздалегідь приготованого електронного пістолета припиняє існування Робота, якому снилися сни.